# Emil Gerlach

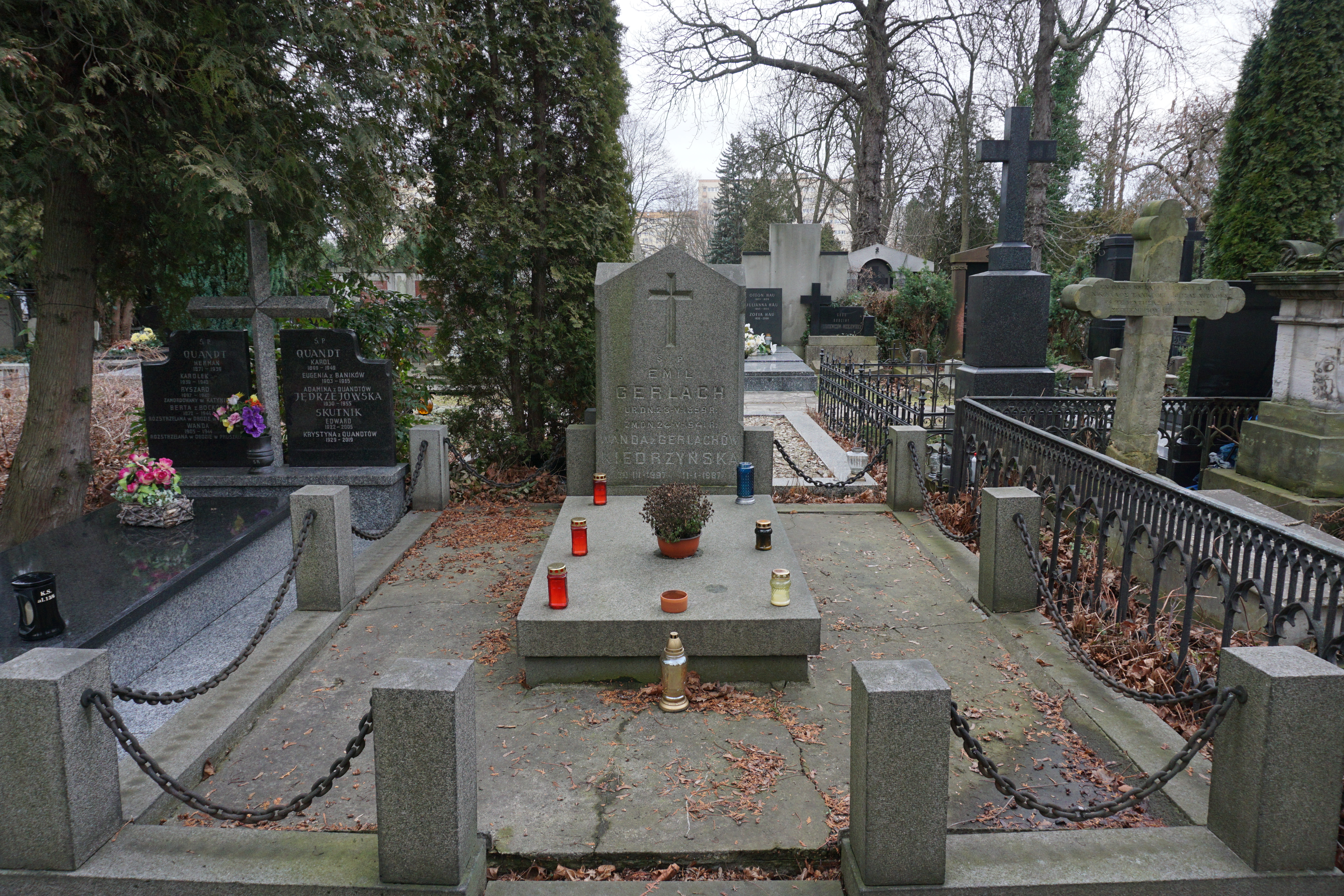
Grób Emila Gerlacha na Cmentarzu ewangelicko augsburskim w Warszawie

Emil Fryderyk Gerlach (ur. 23 maja 1859 w Warszawie, zm. 24 maja 1941 tamże) – przemysłowiec, działacz społeczny.

## Życiorys
Jego rodzice Gustaw (1827–1915), przemysłowiec i Ludwika z Krollów byli Niemcami. Ukończył szkołę średnią. Miał brata Gustawa, wraz z którym do 1914 kierowali po ojcu firmą G. Gerlach, która wytwarzała instrumenty geodezyjne i chirurgiczne. Prowadził sklepy w Warszawie, Moskwie i Petersburgu.
W okresie II Rzeczypospolitej był dystrybutorem firmy amerykańskiej Underwood, która produkowała maszyny do pisania. W 1919 zbył udziały w fabryce. Zasiadł w komisji rewizyjnej zarządu Koła Popierania Wydawnictwa „Przegląd Techniczny”
Działał społecznie. Na terenach rosyjskich był organizatorem Polskiego Towarzystwa Pomocy Ofiarom Wojny. Jako prezes Komitetu Budowy Sanatorium Przeciwgruźliczego „Rudka” w Warszawie pomagał w zgromadzeniu potrzebnych 80 000 rubli. Angażował się w walkę z gruźlicą: od 1910 był członkiem rady, później pełnił funkcję prezesa Warszawskiego Towarzystwa Przeciwgruźliczego, w 1924 ufundował pracownię rentgenologiczną w Szpitalu Ewangelickim w Warszawie.
Do śmierci w 1941 zamieszkiwał w kamienicy przy ulicy Ossolińskich 4 w Warszawie. Został pochowany na Cmentarzu ewangelicko-augsburskim w Warszawie (kwatera Aleja 13-1-4).

## Ordery i odznaczenia
- Krzyż Oficerski Orderu Odrodzenia Polski (2 maja 1922)[7][8]
- Złoty Krzyż Zasługi (10 listopada 1933)[9]